# Coleção Oreste Sercelli
A Coleção Oreste Sercelli reúne materiais e documentos que pertenceram ou foram produzidos por Oreste Sercelli, em especial 141 obras dele realizadas entre 1896 e 1927. Os materiais e documentos estão sob a guarda do Museu Paulista, desde 2001. A coleção é relevante, pois é um registro, raro no Brasil, das práticas e influências de um artista influente.

## Características

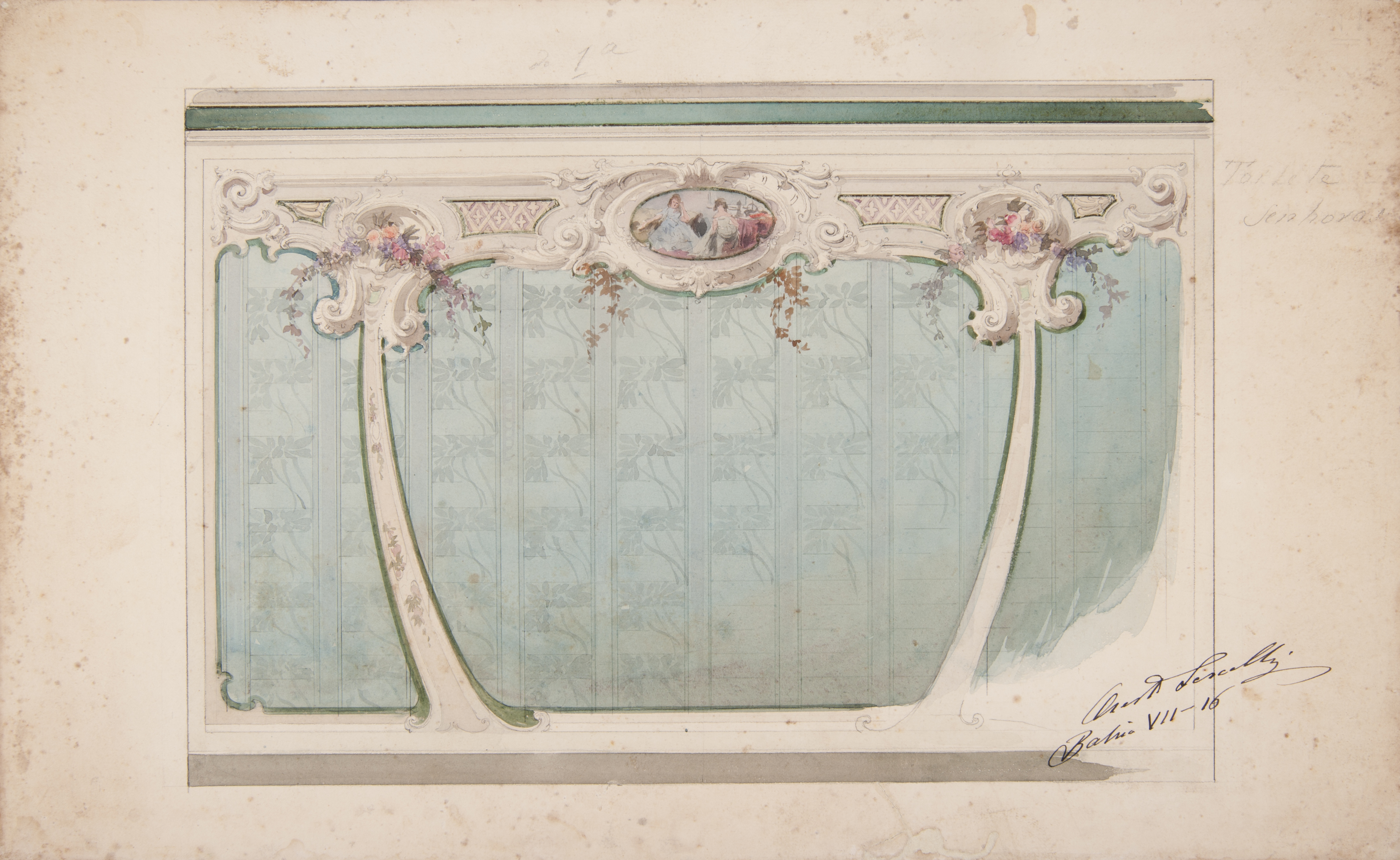
Toilete para senhoras, de Oreste Sercelli, 1916.

Além das obras do próprio Sercelli, a coleção é composta de textos e imagens, que registram o percurso profissional do artista nas primeiras décadas do século XX. Há também no conjunto sob a guarda do Museu Paulista objetos como frascos de tinta e pincéis. Há também livros de ornamentação, usados como referência por Sercelli, e que o inserem num ponto de trânsito central dessas obras de influência europeia na cultura brasileira.
O conjunto da obra de Sercelli revela normalmente um estilo híbrido, já que o artista precisou adequar seu gosto pessoal, mais próximo ao que se convencionou chamar Belle Époque paulistana, e a de seus clientes, muitas vezes com preferências artísticas mais conservadoras. É exemplo desse hibridismo de estilos a obra Toilete para Senhoras, de 1916.

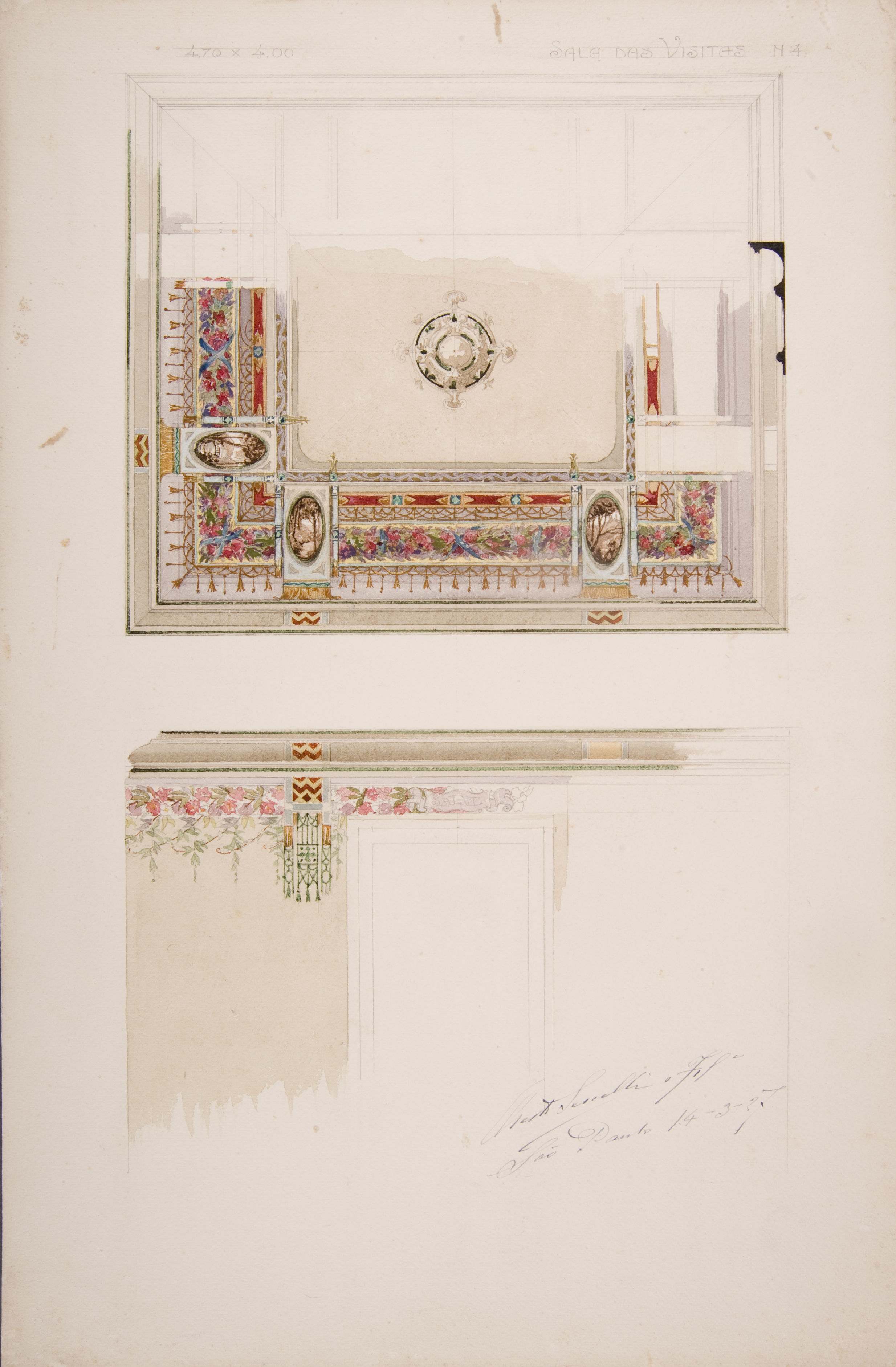
Sala das Visitas, de Oreste Sercelli, 1927.

Os desenhos produzidos por Sercelli, que compõem o acervo da coleção, são muitas vezes projetos para aprovação de ornamentações por clientes, em que aparecem numa mesma imagem várias opções artísticas, como é o caso da aquarela sobre papel Sala das Visitas.